# Кондратюк (лунный кратер)
Кратер Кондратюк (лат. Kondratyuk) — большой древний ударный кратер расположенный в южном полушарии обратной стороны Луны. Название присвоено в честь советского учёного, одного из основоположников космонавтики, Юрия Васильевича Кондратюка (1897—1942) и утверждено Международным астрономическим союзом в 1970 г. Образование кратера относится к донектарскому периоду.

## Описание кратера

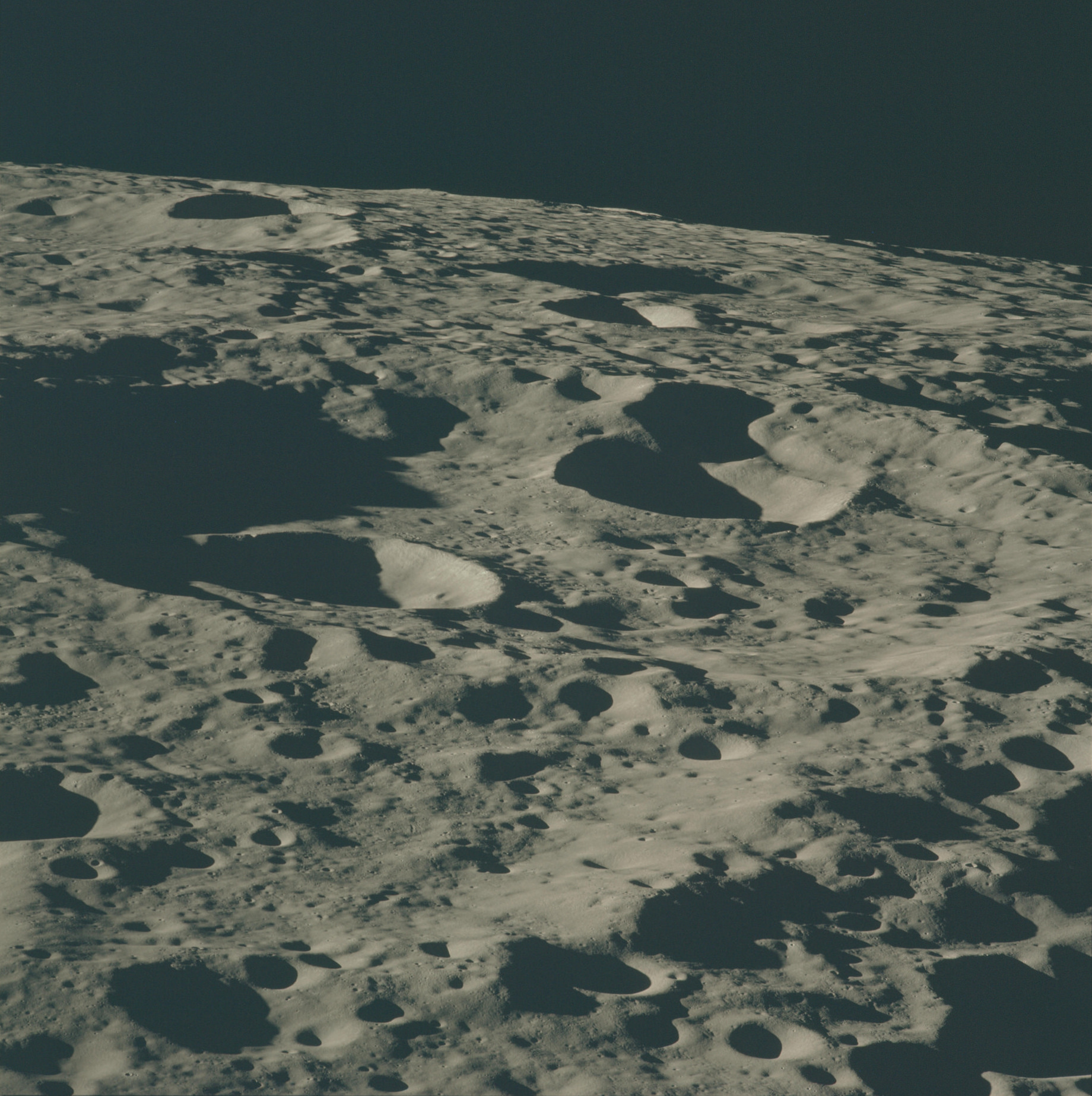
Снимок с борта Аполлона-15.

Ближайшими соседями кратера Кондратюк являются кратер Хвольсон на западе; кратер Мейтнер на северо-западе; кратер Лангемак на северо-востоке; кратер Дельпорт на востоке; кратер Ферми на юго-востоке и кратер Гильберт на юго-западе. Селенографические координаты центра кратера 15°20′ ю. ш. 115°48′ в. д. / 15,33° ю. ш. 115,8° в. д., диаметр 98,0 км, глубина 2,9 км.
Кратер Кондратюк имеет полигональную форму, значительно разрушен за длительное время своего существования. Вал сглажен, лучше всего сохранился в западной части. Высота вала над окружающей местностью достигает 1530 м, объём кратера составляет приблизительно 11900 км3. Дно чаши пересеченное, отмеченное в северо-восточной части сателлитным кратером Кондратюк A (см.ниже), в юго-западной — сателлитным кратером Кондратюк Q.

## Сателлитные кратеры

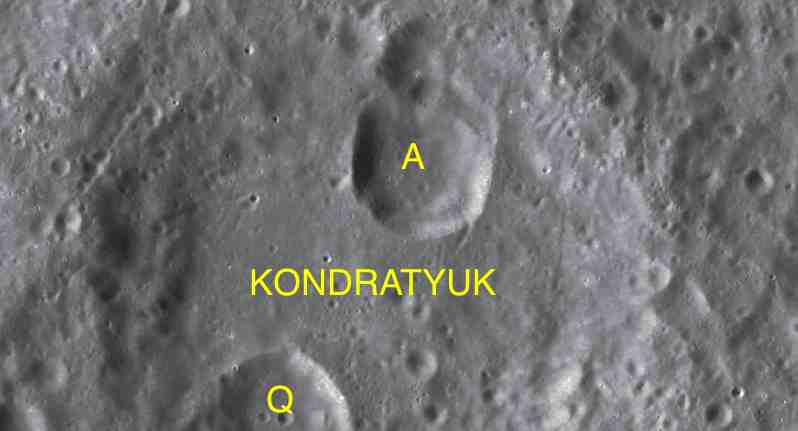
Фрагмент карты LAC-83.

| Кондратюк | Координаты                                              | Диаметр, км |
| --------- | ------------------------------------------------------- | ----------- |
| A         | 14°32′ ю. ш. 115°59′ в. д. / 14,54° ю. ш. 115,99° в. д. | 23,7        |
| Q         | 15°59′ ю. ш. 115°09′ в. д. / 15,99° ю. ш. 115,15° в. д. | 25,5        |